# YotaPhone 2
YotaPhone 2是一款具有两块屏幕的智能手机，是一款同时具有普通触摸屏和电子墨水屏两块屏幕的智能手机YotaPhone的第二代产品，于2014年由俄罗斯Yota公司发售。2014中国APEC峰会期间，时任俄罗斯总统普京将其作为国礼赠予时任中华人民共和国主席习近平。

## 历史
YotaPhone 2最早于2014年2月24日在西班牙巴塞罗那举办的世界行動通訊大會（简称“MWC大会”）上展出。2014年11月19日，Yota公司提前开放预订，第一天收到约有3000份订单。
YotaPhone 2于2014年12月2日在莫斯科正式发售，并于第二天在伦敦开售。不久后，Yota公司的演示文稿显示已与英国移动运营商沃达丰签订了一项YotaPhone 2销售合作协议。
2014年12月6日，YotaPhone 2在俄罗斯开始了销售，售价约3万卢布。在销售量方面，首批交付订单的总额达15万台。
2015年5月20日，YotaPhone 2在中国大陆开始销售，售价为4888元人民币，由YOTA Devices与杭州捷蓝信息技术有限公司建立的合资公司负责在中国大陆的推广、销售及客户服务事宜。

## 设计
相比较于上一代，YotaPhone 2配备了5英寸Super AMOLED Full HD显示屏，供应商是三星显示器 ；背面还有一块4.7英寸分辨率为540х960像素的E-Ink电子墨水屏，主要供应商是中国扬州的川奇光电，两个屏幕均采用美国康宁公司的第三代大猩猩镀膜玻璃，而两块触摸屏采用赛普拉斯TrueTouch Gen5控制器来驱动，由厦门的宸鸿科技进行组装。采用基于ARM架构的Qualcomm Snapdragon 800四核处理器，拥有2.3GHz的时钟频率，电池容量为2550毫安时（前一代版本为1800毫安时）。2 GB的RAM和32 GB内部存储器（不支持microSD）。800万像素的主摄像头，和200万像素的前置摄像头。支持LTE网络，Wi-Fi局域网连接以及Bluetooth，支持SlimPort，可以在不消耗内置电量的情况下通过廉价的转接线直接向外接显示设备输出图像。支持GPS/A-GPS/GLONASS导航，预装Android4.4.3操作系统。
应用程序和工业设计由俄罗斯沃罗涅日的Manufactura Interactive Agency完成，由新加坡赫比集团位于苏州的工厂完成整机组装。

## 评测和评价
YotaPhone 2在2014年的MWC大会上公布后，收到的大多是积极的评价，并从几个欧洲流行杂志获得了很高的评价：Expert Review、Tom's 硬體指南以及PC Mag将其评为当届展会上最好的产品。Computer Bild认为这款手机是最佳创新产品。
媒体将Yota Phone 2比作“俄罗斯iPhone”，批评者主要针对其较高的定价，以及相较于同类产品而言，相对较弱的主要硬件参数的事实。批评的声音同样也注意到了其在室内环境下平庸的拍照质量。
美国杂志《福布斯》将YotaPhone 2称之为“年度突破”，而英国报刊《每日镜报》则将其列为2014年度最可笑产品。

## 趣事
YotaPhone 2的首批正式用户有中华人民共和国主席习近平。在2014年北京APEC峰会期间的一次会议上，俄罗斯总统普京将一台YotaPhone 2作为国礼送给了他，也因此被部分媒体称为“普京手机”。

## YotaPhone 3
Yota Devices公司弗拉德·马丁诺夫透露YotaPhone 3将于2016年上市（但在2017年第二季還没有上市的消息）。新产品将可能有双前置摄像头，分别位于屏幕的顶部和底部并配备立体声扬声器以方便用户进行交流，并且将支持当电量仅有10%~15%時通过太阳能对电池进行充电。马丁诺夫同时也表示将YotaPhone 3将可能采用触屏反馈技术。

## 图片集

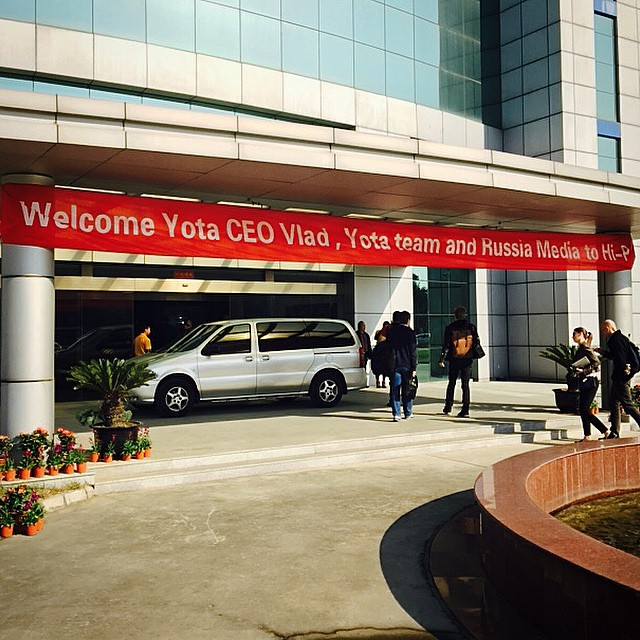
YotaPhone 2在苏州的组装工厂
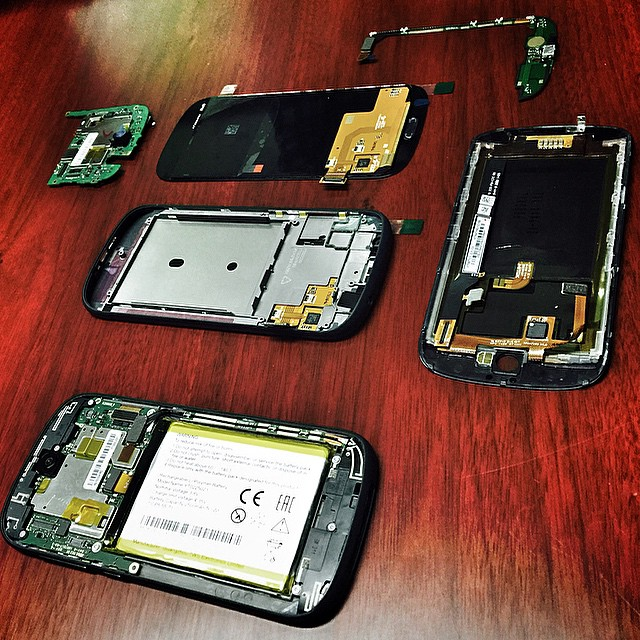
YotaPhone 2拆解图
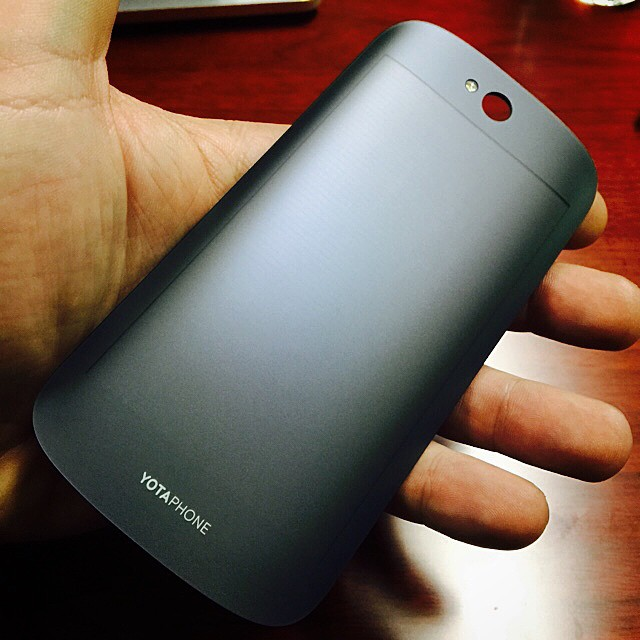
后壳
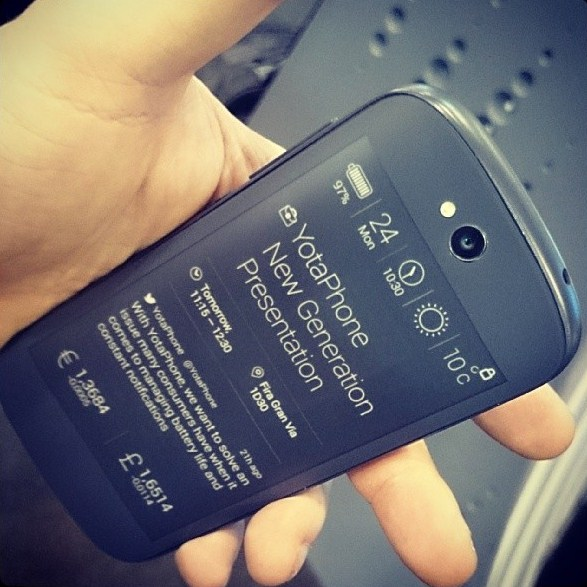
YotaPhone 2样机

## 脚注